# Мартин делаверський
Мартин делаверський (Larus delawarensis) — середньої величини птах родини мартинових. Назва роду — від латинського Larus, яка, як виглядає, стосувалася чайок, мартинів або інших великих морських птахів. Видова назва delawarensis походить від назви річки Делавер.

## Опис

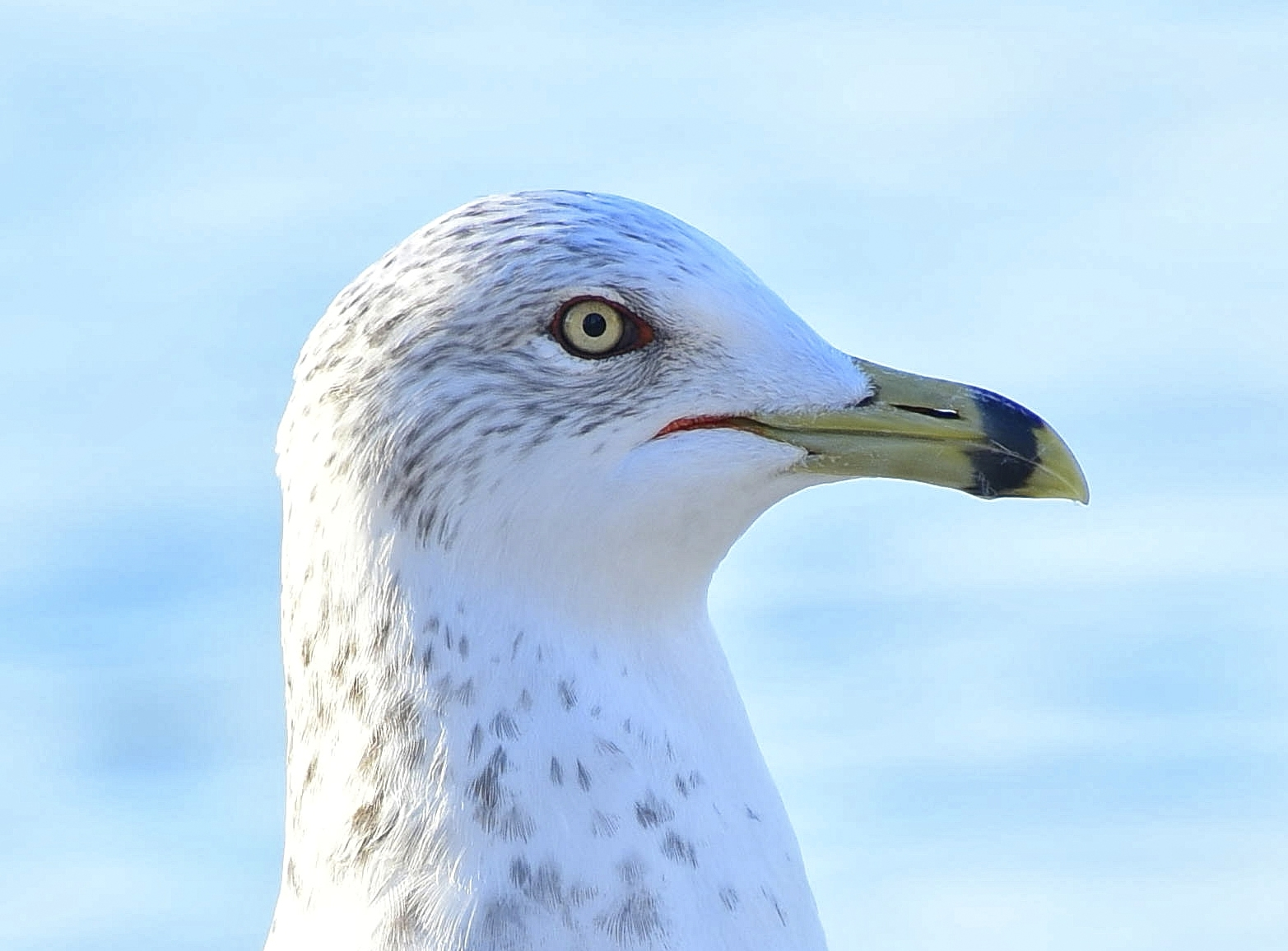
Англійська назва Ring-billed gull — від темного кільця навколо дзьоба. Сірі цяпки - це зимове забарвлення.

Дорослі — 49 см довжини і мають 124 см у розмаху крил. Голова, шия і нижня частина — білі; відносно короткий дзьоб жовтий з темним кільцем; спина і крила сріблясто-сірі; ноги жовті. Очі жовті, у дорослих — з червоними облямівками. Цьому мартинові потрібно три роки, щоб досягти свого шлюбного оперення; його зовнішній вигляд змінюється при кожній осінній линьці.

## Поширення і середовище проживання
Ареал розмноження мартина делаверського простягається біля озер, річок та по узбережжю Канади та північних Сполучених Штатів. Вони гніздяться колоніально на землі, часто на островах. Ця птаха, як правило, з року на рік більше тримається свого звичного гніздового місця, аніж свого партнера.
Мартин делаверський є неодмінним атрибутом усіх паркінгів Сполучених Штатів, де його можна регулярно зустріти у численних зграях. У деяких районах вона витісняє менш агресивних птахів, таких як крячки річкові.
Мігруючи, вони в більшості рухаються на південь до Мексиканської затоки і Атлантичного і Тихоокеанського узбережжя Північної Америки і Великих озер.
Цей мартин є регулярним мандрівником до Західної Європи. В Ірландії та Великій Британії він більше не класифікується як рідкісний, оскільки в цих країнах регулярно зимує певна кількість птахів.

## Живлення
Делаверські мартини живляться в польоті або збирають поживу плаваючи, ходячи або бродячи на мілководді. Вони також крадуть їжу від інших птахів і часто поїдають падаль. Мартини всеїдні: їх раціон може включати комах , рибу, зерно, яйця, дощових черв'яків і гризунів. Ці птахи цілком добре пристосувались до підбирання харчових решток, викинутих людьми на сміття або навіть їжі, залишеної без нагляду. Пляжники часто вважають мартинів шкідниками через їхні постійні намагання вкрасти якусь їжу на переповнених пляжах. Природні вороги мартинів — це щурі, лисиці, собаки, коти, ракуни, койоти, орли, канюки і сови .

Мартин зльоту пірнає за здобиччю
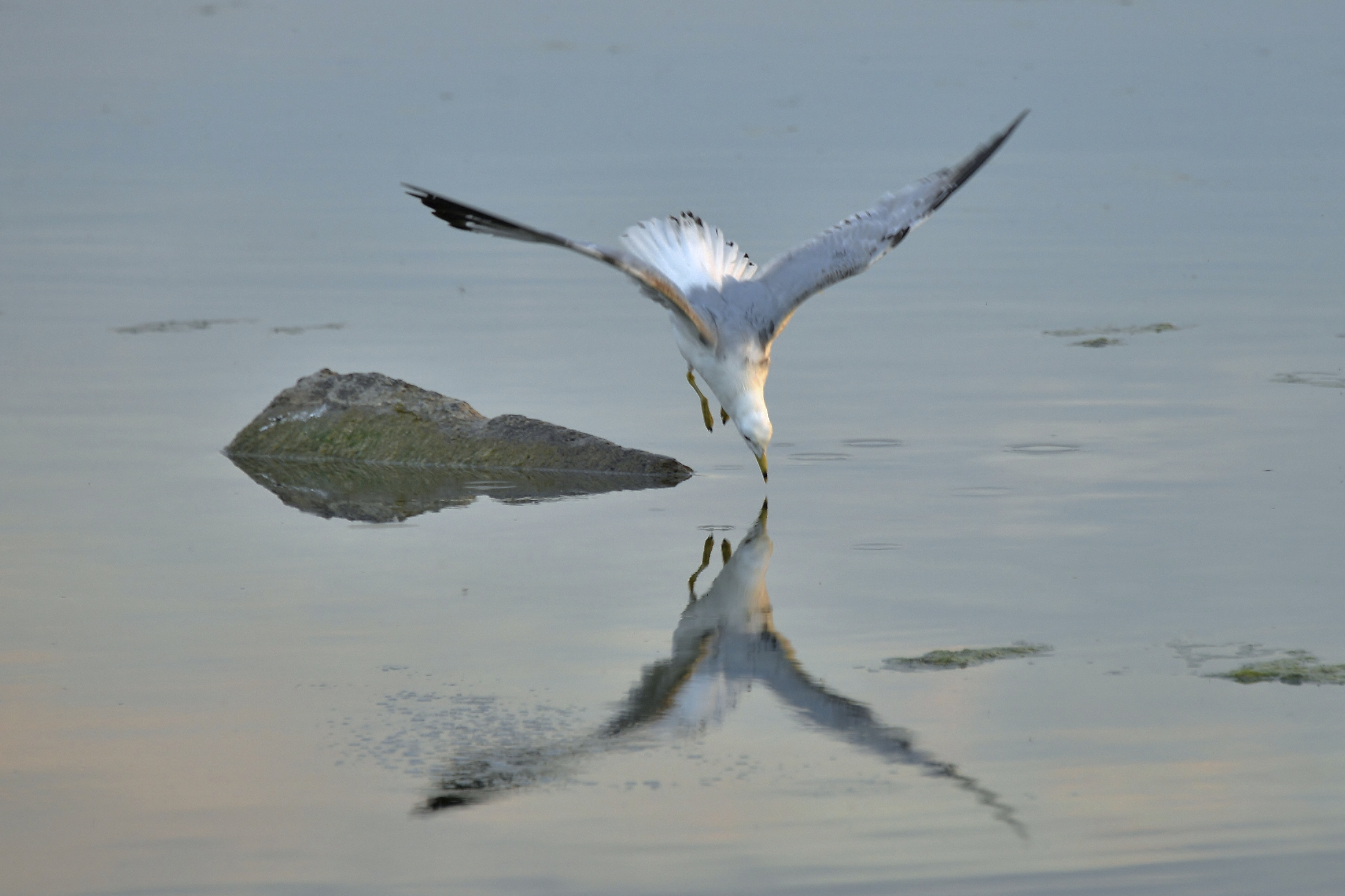
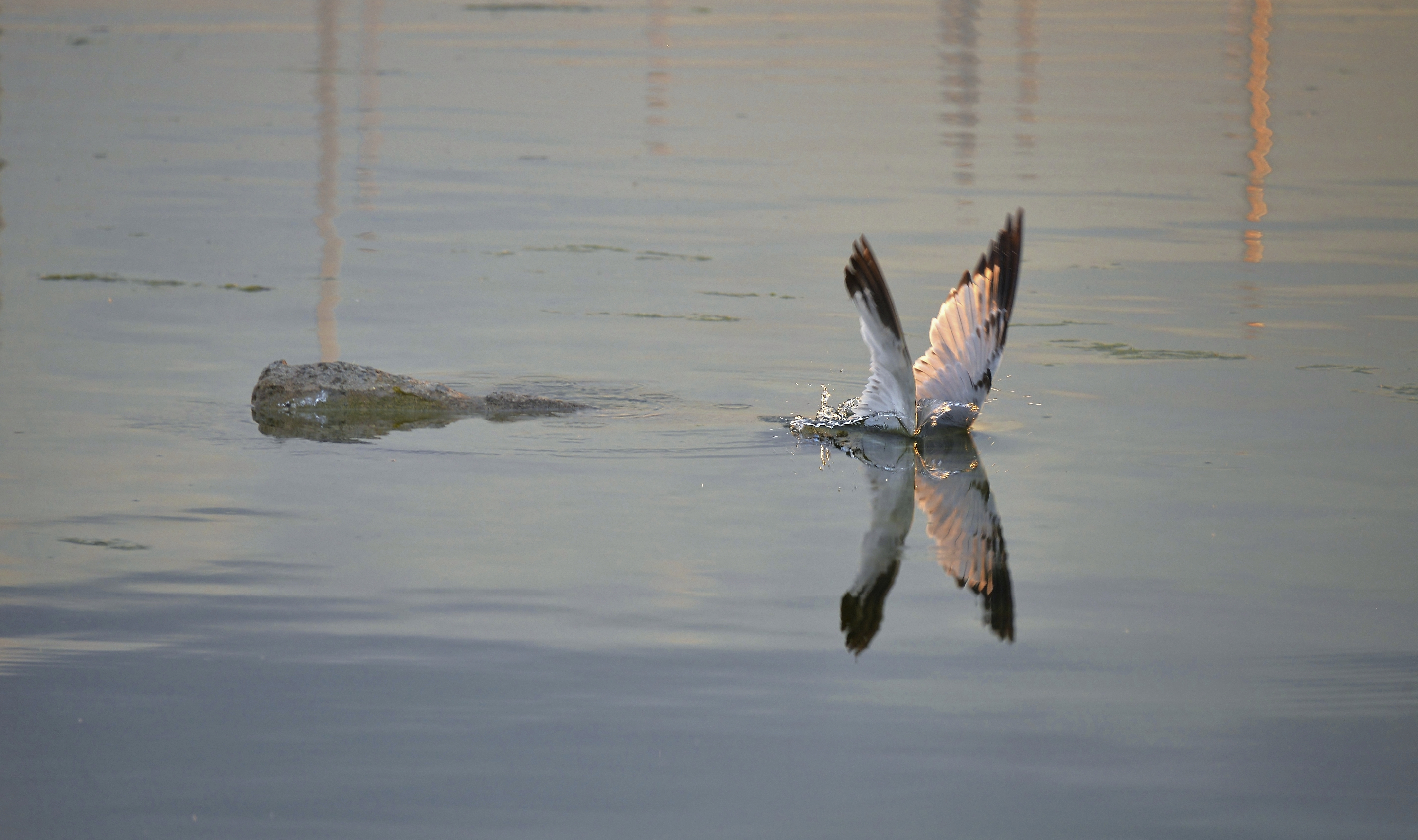
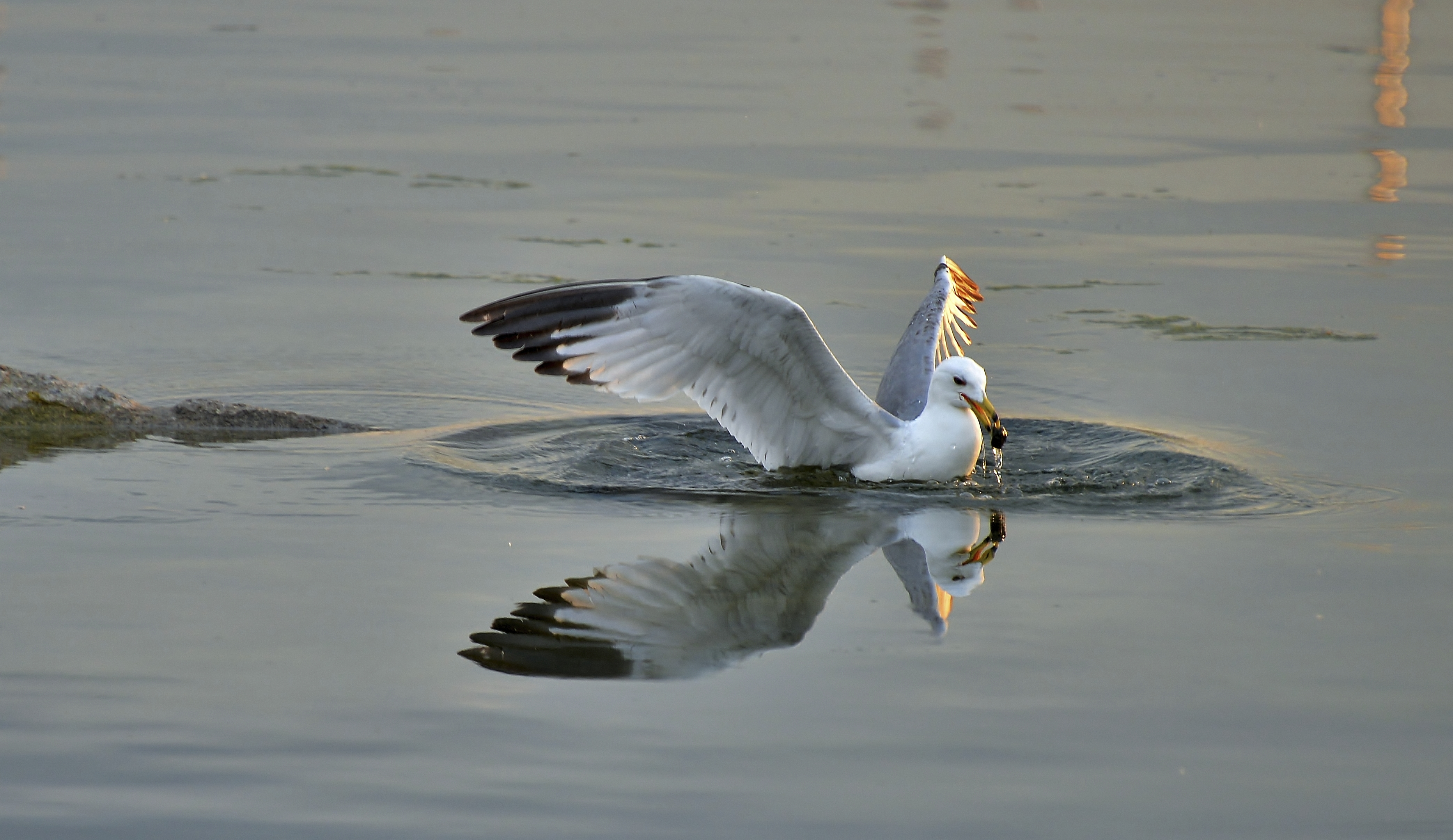

## Статус
Наприкінці 19-го століття на делаверських мартинів полювали задля пір'я. З тих пір популяція відновила свою чисельність, і на даний час є найчисельнішою серед мартинів у Північній Америці.